# Pterophorinae
De Pterophorinae zijn een onderfamilie van vlinders in de familie van de vedermotten (Pterophoridae).

## Geslachtgroepen
- Pterophorini
- Exelastini
- Oidaematophorini
- Oxyptilini
- Platyptiliini
- Tetraschalini